# Baru (Demonte)
Baru è una località italiana, frazione del comune di Demonte, in provincia di Cuneo
Si trova a sud-est di Demonte (sulla destra del fiume Stura), lungo l'ex strada militare che dal centro di Demonte, passando nelle vicinanze del cimitero, porta alla limitrofa frazione di Festiona. È situata in valle Stura di Demonte.

## Storia
Il nome "Baru" deriverebbe, secondo la tradizione, da "baron" o "barun" (in occitano) ovvero barone. Alcuni documenti storici narrerebbero che dei baroni (il cui nome è rimasto sconosciuto) avessero acquistato l'intera borgata come "abitazione di campagna" intorno l'anno 1500. Successivamente, verso la fine del Settecento, Baru sarebbe passata in mano ai monaci che l'avrebbero adibita a monastero. Ancora oggi sono evidenti i tratti della struttura religiosa. Le abitazioni sono sorte una vicino all'altra e unite tra loro in più punti da porticati interni a forma di arco. In origine, la struttura della borgata, si presentava come un vero e proprio monastero chiuso ai quattro lati. Segni di detta esistenza si ritrovano ancora oggi nelle cantine sotterranee (con la presenza di affreschi religiosi) e nei "passaggi sotterranei" che dalla borgata portavano a nord lungo l'argine del fiume stura e a sud lungo i boschi e la montagna. Altre tracce del monastero sono evidenti a sud della borgata in una zona pianeggiante della montagna, ove i monaci avevano edificato un piccolo cimitero. Sempre a sud della struttura si possono ancora oggi notare i sistemi "a vasca" con i relativi "fossati per la irrigazione e raccolta delle acque" per il fabbisogno idrico degli abitanti. Le abitazioni presentavano, oltre la struttura tipica del monastero, anche delle piccole "celle" (ancora oggi visitabili) che fungevano da dormitorio per i monaci residenti. In origine, era presente anche un piccolo refettorio collegato ad una piccola cucina e relativo forno a legna (andati persi con i restauri effettuati in loco negli anni sessanta). A partire dalla fine dell'Ottocento la borgata veniva abitata da alcune famiglie di contadini che provvedevano a trasformare in parte la struttura in piccola cascina. L'isolamento l'ha in parte spopolata.